# Солис, Жаклин
Жаклин Мерседес Солис Интуриас (исп. Jacqueline Mercedes Soliz Inturias, 22 сентября 1964) — боливийская легкоатлетка, выступавшая в беге на короткие и средние дистанции. Участвовала в летних Олимпийских играх 1992 года.

## Биография
Жаклин Солис родилась 22 сентября 1964 года.
В 1992 году вошла в состав сборной Боливии на летних Олимпийских играх в Барселоне. Выступала в трёх легкоатлетических дисциплинах.
В беге на 200 метров была дисквалифицирована в четвертьфинале. В беге на 400 метров в 1/8 финала заняла последнее место среди 7 участниц забега с результатом 56,78 секунды и единственная не квалифицировалась в четвертьфинал.
В эстафете 4х400 метров боливийская четвёрка, за которую также выступали Сандра Антело, Глория Бургос и Море Галетович, заняла 7-е место среди 7 участниц полуфинала с результатом 3 минуты 53,65 секунды, уступив занявшей 6-е место команде Испании 22,5 секунды.

## Личные рекорды
- Бег на 200 метров — 24,5 (1992)[4]
- Бег на 400 метров — 55,8 (1992)[4]